# Сотк (станція)
Сотк (вірм. Սոթք) — залізнична станція в Вірменії, що розташована на південному заході марзу Ґегаркунік. Станція є кінцевою на ділянці Сотк — Раздан. Використовується для перевезення вантажів. Пасажирське сполучення відсутнє.